# 白腰林鵙
白腰林鵙（学名：Eurocephalus ruppelli）是一种伯劳，分布于从苏丹和埃塞俄比亚南部至坦桑尼亚的东非。生活在干燥的荆棘丛、半荒漠和开放的刺槐林地里。该物种的二名法是为了纪念德国自然学家和探险家爱德华·吕佩尔。

## 描述
白腰林鵙体长16至23厘米，成鸟的头顶和腰部皆为白色，过眼纹为黑色，背部棕色，两翼黑色。此物种两性间的外貌差异不大，但雏鸟头顶为棕色，头两侧白色，胸部灰色。白腰林鵙的飞行类似于鹦鹉。
虽然有部分亚种曾被描述过，但该物种在羽毛方面有着广泛的个体差异。此外，尽管适居地北部的白腰林鵙要比南部同类的体型偏大，但这种差异是渐次变化的，因此白腰林鵙有可能是单型种。
白腰林鵙的叫声包括高音调的“嘎嘎”、“吱吱”和“唧唧”叫声。

## 习性
白腰林鵙为群居鸟类，每个群体最多会有12只个体。它们会从外露的高处对猎物发起攻击。主要食物为大型昆虫，常从地表捕获。它们亦会像牛椋鸟那样从大型哺乳动物背部取食，偶然还会啄食掉落在地面上的水果。
白腰林鵙会在离地4至6米的树叉上，用干草和蜘蛛网编制小巧的厚壁杯状巢。雌鸟每次产蛋2到4枚，为白色或淡紫色色泽，缀有灰色、紫色或棕色的斑点。合作生殖的行为可能让该物种及其近亲白顶林鵙养成了群居的习性。